# Oxygastra curtisii
Oxygastra curtisii е вид насекомо от семейство Corduliidae. Видът е почти застрашен от изчезване.

## Разпространение
Разпространен е в Белгия, Германия, Испания, Италия, Люксембург, Мароко, Португалия, Франция и Швейцария.
Регионално е изчезнал във Великобритания и Нидерландия.